# Lana Lang (Smallville)
Lana Lang egy kitalált szereplő a Smallville című amerikai televíziós sorozatban. Első megjelenése a sorozat első, Meteoreső című epizódjában volt. A szereplő állandó megszemélyesítője Kristin Kreuk, akit csak Lana Lang gyermek- és időskori megjelenései alkalmával helyettesítettek más színészek. A eredetileg képregényszereplő Lana Langet Jerry Siegel író és Joe Shuster rajzoló alkották meg az 1950-es években a Superboy című képregénysorozat egyik szereplőjeként, akit romantikus szálak fűztek annak főhőséhez. A szereplő televízióra való adaptációját Alfred Gough és Miles Millar készítette le 2001-ben. A Gough és Millar által átdolgozott szereplő több, a Smallville-hez kapcsolódó irodalmi és egyéb műben is feltűnt, melyek azonban nem feltétlenül kötődnek a televíziós sorozat kitalált valóságához és cselekményéhez.
Gough és Millar sorozatában Lana a sorozat főszereplőjének, Clark Kentnek a szerelme, bár a sorozat első évada során a lány egy másik szereplő, Whitney Fordman barátnője. A második évad során, Whitney távozása után, Lana és Clark egyre közelebb kerülnek egymáshoz. Clark titkolózása miatt, és amiért nem hajlandó megosztani titkát a lánnyal, a kapcsolatuk véget ér, Lana pedig Lex Luthor karjaiba menekül. Lana végül tudomást szerez Clark titkáról és egy időre ismét egymásra találnak. Lana végül azonban arra kényszerül, hogy elhagyja Smallville városát és szerelmét, miután Lex miatt nagy mennyiségű kriptonitot jut a lány szervezetébe, ami lehetetlenné tette számára, hogy Clark közelébe menjen, anélkül, hogy megölné őt.
Lanát a sorozatban alkotói eleinte a kicsit naiv „szomszéd lány” szerepében mutatták be, aki mindenkiről csak jót feltételez és ennek megfelelően feltétel nélkül is hisz mindenkinek. Később azonban jóval tragikusabb szereplővé válik, akinek a személyiségét nagyban megváltoztatják Clark és Lex döntései és tettei a sorozat folyamán. Kreukot Lana Lang alakításában nyújtott teljesítményének elismeréséért számos díjra jelölték.

## Megjelenései
Lana Lang a Smallville című televíziós sorozat egyik főszereplője, melynek első epizódjától kezdődően, egészen a hetedik évadjának végig állandó szereplője volt. A televíziós sorozaton kívül, Lana megjelent a sorozathoz kapcsolódó fiatal felnőtteknek szóló regényekben is.

### Televíziós sorozat
Az első évad folyamán, Lana és Clark Kent (Tom Welling) barátsága még csak kibontakozóban van. A lány az iskola focicsapatának népszerű vezérszurkolója, aki annak sztárhátvédjével, Whitney Fordmannal (Eric Johnson) randevúzik, Clark pedig nem mehet a lány közelébe, mivel azonnal megbetegszik annak kriptonit-nyakláncától. A Meteoreső című pilot epizódban, miután Lana szülei életüket vesztik a várost sújtó első meteorzáporban, a lányt Nell nevű nénikéje (Sarah-Jane Redmond) fogadja örökbe. Az első évad során Lana egyre közelebb került Clarkhoz, Whitney pedig édesapja egészségi állapota miatt egyre jobban távolodni kezd a lánytól.
Második évadának Hőség (Heat) című epizódjában Lana egy videoüzenetet küld Whitneynek, aki az első évad záróepizódjában elhagyta a várost, hogy belépjen a tengerészgyalogságba, melyben szakít vele. Lana nagynénje, Nell Metropolis-ba költözik a vőlegényével a Ryan (Ryan) című epizódban, Lana pedig összeköltözik barátnőjével, Chloe Sullivannel (Allison Mack), hogy Smallville-ben fejezhesse be a középiskolát. A második évad végére Lana és Clark között romantikus szálak kezdenek szövődni, mely negatív reakciókat vált ki Chloéból, aki maga is gyengéd érzelmeket táplál Clark iránt. Mikor végre mindketten átadhatnák magukat érzéseiknek, Clark váratlanul elhagyja Smallville-t az évad utolsó epizódjában. A harmadik évad elején Lana a Kent családdal együtt Clarkot próbálják megtalálni, kire végül Chloe segítségével Metropolisban talál rá. Clark Metropolisban töltött ideje és tettei miatt mindkét fiatalnak újra kell gondolnia a kettejük kapcsolatát a Főnix (Phoenix) című epizódban, Lana pedig végül egy új kapcsolatot kezd Adam Knighttal (Ian Somerhalder), akivel a harmadik évad Feledés (Asylum) című epizódjában a fizioterápiái során ismerkedett meg, amire amiatt szorult rá, miután egy résszel korábban a lányt megtaposta egy ló. Az évad Válság (Crisis) című epizódjában azonban fény derül rá, hogy Adam csak azért közelebbi kapcsolatot kialakítani Lanával, hogy így Clark közelébe férkőzhessen és nyomozhasson utána.
A harmadik évad Cserbenhagyva (Forsaken) című epizódjában Lana, hogy új életet kedjen Párizsban fog továbbtanulni. A negyedik évad során kiderül, hogy Lana és Jason Teague (Jensen Ackles), akivel Párizsban ismerkedett meg, párkapcsolatba kezdtek. Az évad kezdetén Lana visszatér Smallville-be, miután egy rejtélyes tetoválás, mely hasonlít a helyi Kawatche barlang rajzaira, jelent meg a hatán, mikor megérintette Margaret Isobel Theroux grófnő sírját. Az évad Varázslat (Spell) és Rémület (Scared) című epizódjaiban, a tetoválás utat nyit Isobel lelkének, hogy elfoglalja Lana testét; mikor átveszi felette a hatalmat, a tudás három kövét próbálja felkutatni, melyet Clark és Lex Luthor (Michael Rosenbaum) is keres. Az évad utolsó, Felavatás (Commencement) című epizódjában Lana Jason anyjával, Genevieve-vel (Jane Seymour) találja szemben magát, aki szintén a köveket akarja megszerezni. A kettejük közötti viaskodás közben Isobel ismét átveszi Lana teste felett az uralmat és megöli Genevieve-t. A nő halála, akiről kiderül, hogy évszázadokkal ezelőtt, a Határvonal (Bound) című epizódban ő okozta Isobel halálát, felszabadítja Lanát Isobel irányítása alól. A Smallville-t érő második meteorzápor során Lana szemtanúja lesz egy leszálló földönkívüli űrhajónak, amiből a két kilépő idegen mindenkit lemészárol, akit csak lát az ötödik évad nyitóepizódjában. Az évad során ez az űrhajó jelenti Lana cselekedeeinek legfőbb hajtóerejét, aki együtt kezd dolgozni Lex Luthorral, hogy végül a Töredék (Splinter) című epizódban megtudhassa annak titkát. Mikor kapcsolata a hosszas húzódás után végképp megszakad Clarkkal a Hipnotikus (Hypnotic) című epizódban, a lány egyre közelebb kerül Lexhez.
Lexszel való kapcsolata a hatodik évad Ígéret (Promise) című epizódjában végül házassághoz vezet, de még azelőtt, hogy Lana felfedezi Clark titkát, amiért a fiú nem lehetett vele őszinte és amiért éveken keresztül hazudnia kellett neki. Mikor Lana az évad utolsó, Fantom (Phantom) című epizódjában megtudja, hogy Lex az álterhességgel becsapta őt, hogy házasságba kényszerítse, véget vet kettejük kapcsolatának és megjátssza saját halálát, hogy „meggyilkolását” Lexre hárítsa. A hetedik évad elején kiderül, hogy terve nem működött, de a válási megegyezésük értelmében Lex garantálja, hogy Lanának nem kell börtönbe mennie a tetteiért. Miután Clark titka már nem áll kettejük között, Lana és Clark között ismét szerelmi kapcsolat ismét fellángol a hetedik évad Vadság (Fierce) című epizódjában. Nem sokkal ezután azonban Lana megszállottsága, hogy bosszút álljon mindazért Lexen, amit az elkövetett az emberiség ellen, kezdi megfertőzni a Clarkkal való kapcsolatát a Harag (Wrath) című epizódban. Lana végül úgy érzi, hogy bár szereti Clarkot, de az egyetlen módja, hogy legjobb szándéka szerint segíthesse a világot, ha elhagyja szerelmét és Smallville-t; amit a hetedik évad záróepizódjában meg is tesz.
A nyolcadik évad Bride (’Ara’) című epizódjában Oliver Queen (Justin Hartley), aki azt hitte, hogy Lex Luthor nyomát követi, akinek a hetedik évad utolsó epizódjában nyoma veszett, végül Lanára talál rá. Oliver meggyőzi őt, hogy térjen vissza Smallville-be, hogy részt tudjon venni barátnője, Chloe esküvőjén. Az évad Power (’Erő’) című epizódjában kiderül, hogy Lana valójában azért tért vissza a kisvárosba, hogy ellopja Lex „Prometheus” technológiáját, mely földönkívüli DNS-t felhasználva emberfeletti képességekkel ruházza fel embereket, melyet a lány saját magán alkalmaz. Az epizód végére a folyamat teljesen befejeződik és Lana olyan erőssé és sérthetetlenné válik, mint Clark. A Requiem című epizódban Lana felfedezi, hogy a technológia, mely erőt kölcsönzött neki, elnyeli a kriptonit sugárzását, de egyben ki is sugározza azt, mely miatt testi közelsége veszélyes lehet Clark számára. Mikor Winslow Schott egy kriptonitot tartalmazó bombát telepít a Daily Planet épületében, Lana kénytelen magába szívni az egész kriptonit mennyiséget, hogy meggátolja a robbanást. Lana ezután ismét elhagyja Smallville-t, mivel az általa elnyelt sugármennyiség már Clark életét is veszélyeztetné ha a közelében maradna.

## Ábrázolása
A sorozat alkotói, Alfred Gough és Miles Millar először Clark Kent szerepére szerették volna megkeresni a megfelelő színészt, de végül Kristin Kreuk volt az első, akit kiválasztottak Lana Lang szerepére. A meghallgatások rendezője, Coreen Mayrs elküldött egy kazettát David Nutternek, a sorozat pilot epizódjának rendezőjének, mely hatvankilenc jelentkező felvételeit tartalmazta, köztük másodikként Kreuk anyagát is. Az elbírálóknak annyira megtetszett Kreuk játéka, hogy azonnal megmutatták a felvételt a tévéhálózatnak is. A meghallgatás egyik jelenetében Kreuk a temetői jelenet szövegét olvasta fel Tom Wellinggel, a hálózat emberei pedig úgy vélték, hogy „remek közöttük az összhang”. Lana Langet Jade Unterman és Louise Grant alakította Lanát a szereplő gyermek- és időskori jelenete alkalmával.
Mikor Kreuk jelentkezett és részt vett a szerep meghallgatásán, még semmit sem tudott Lana Langről és annak Superman világában betöltött helyéről. Lanáról végül képregénybolt tulajdonos nagybátyjától és a producerektől tudott meg többet. Mivel a képregényben és televíziós sorozatban szereplő két Lana teljesen eltérő személy, Kreuk Lana személyiségfejlődéséről csak a sorozat előrehaladtával tudott meg többet, akárcsak Welling Clark Kent esetében. Mikor még a sorozat kezdete előtt arról kérdezték, hogy a képregényekből megismert vörös hajú szereplőt fogják e viszontlátni a rajongók, némelyek körében kisebb felháborodás váltott ki ennek megcáfolása, de Kreuk véleménye szerint „elég gyorsan túltették magukat rajta”. A Smallville harmadik évadára Kreuk úgy döntött, hogy kevesebbet fog „beleadni” magából a szerepbe, mivel úgy érezte, hogy Lana Lang sorsa egyes egyedül a producerek kezében van. Ennek ellenére nem bántotta, mikor a producerek olyan irányba terelték a szereplőt, mely Kreuk szerint nem illett annak jellemébe, és úgy döntött megbízik azok döntéseiben a szereplővel kapcsolatban.
Kreuk saját bevallása szerint élvezte a negyedik évad forgatásait, mivel lehetősége nyílt rá, hogy színészi játékának másik oldalát is megmutathassa Margaret Isobel Thoreaux grófnő lelkének megjelenése által. „Nagyon szórakoztató volt; és szerintem vicces is (…) Tényleg csodálatos volt, hogy egy céltudatos és célratörő nőt alakíthattam, aki ezt ráadásul csábító módon tette. Nagyon élveztem, mivel a műsor [néha] nem túlzottan realisztikus, így mint színészek többféle dologgal is szembesülünk.” – nyilatkozta Kreuk Megítélése szerint a legfurább jelenetei a sorozatban azok voltak, melyben vámpírt kellett alakítania az ötödik évad Szomjúság (Thirst) című epizódjában, és „kellemetlenül” érezte magát a szerepben a művér miatt, amit rákentek a forgatás során. Kreuk a hetedik évad végén elhagyta a sorozatot, de vendégszereplőként a nyolcadik évad öt epizódjában is megjelent.

## A szereplő fejlődése

### A cselekmény hatásai
Az egyik korai fordulópont a szereplő életében az első évad Röntgen (X-Ray) című epizódjában következik be, mikor Lana olyan dolgokat tud meg szüleiről, mely megváltoztatja az eddigi képét róluk. Édesanyja érettségi beszédéből kiderül, hogy annak nem volt olyan boldog az élete, mint ahogyan azt nagynénje elhitette vele. Lana az alapján képzelte édesanyja életét, ahogyan azt eddig mások elmesélték neki és jó színben tüntették fel azt. A második évadban Lana felfedezi, hogy az anyjának viszonya volt egy Henry Small nevű férfival, aki az ő vér szerinti édesapja. Ez az esemény a folytatása annak, az első évadban elindított eseménysorozatnak, mely gyökeresen megváltoztatja Lana elképzelését arról, hogy szülei idilli pár voltak. Kreuk véleménye szerint azzal, hogy Lana találkozott a valódi apjával, lehetővé tette a szereplő számára, hogy megteremtse a saját életét, mert az, amit korábban valósnak hitt, nem létezett.
A második évad során átalakul át Lana a "szomszéd lányból" önálló fiatal nővé. Az évad kezdetén Lanának rendeznie kell a gondolatait Whitney iránt érzett halványuló és Clark iránt érzett erősödő érzelmei miatt. Időbe telik, mire Lana elég erőt gyűjt hozzá, hogy közölje régi szerelmével érzéseit, hogy véget akar vetni kapcsolatuknak. A Talon, a helyi kávézó válik azzá a hellyé, mely erőt és biztonságot ad Lanának miután Whitney és nagynénje is elhagyja Smallville-t. Kreuk megítélése szerint, hogy az ötlet, hogy egy tizenhat éves lány egy kávézó társtulajdonosa lehet elég nehezen hihető, de ezzel szemben mégis segített, hogy a szereplő önállóbbá váljon és még jobban részévé váljon a sorozatnak. Lana később, annak érdekében, hogy még jobban megismerje önmagát és megtalálja helyét a világban, elhagyja Smallville-t és Párizsba költözik. A negyedik évad során Kristin Kreuk véleménye szerint, hogy Lana „egy kicsit megőrült és bizonytalanná vált az általa választott út felől, és úgy érzi az emberek sem fogadják el azt, amiben hisz”.

### Jellemzése
A sorozat kezdetén Lana Lang a „szomszéd lány” szereplőtípusként jelenik meg. Kreuk „gyönyörű, népszerű és magányos” lányként jellemezte őt, akinek szülei elvesztése miatt „űr tátong a szívében”, és ezért empátiát érez mindenkivel szemben. Kreuk úgy érzi Lana „talpraesett lány”, és hogy a szereplő ezen oldalát Lexnek sikerült felszínre hoznia. Erre egy korai példa, hogy mikor a Talon – melyet ő és Lex közösen vezet – egyik riválisa szóbeszédet kezd terjeszteni a kávézóról, Lana képes harcba szállni vele. Lana ezen oldala azonban az első évad során még nem jelenik meg. Kreuk véleménye szerint a szereplőnek ekkor még nem volt lehetősége megmutatni a másik oldalát, mivel gyakorlatilag csak Whitneyvel és Clarkkal érintkezett. A színésznő úgy nyilatkozott, hogy Lana „a fejében élt”; elég okos volt ahhoz, hogy klasszikus könyveket olvasson, de nem hagyta ki a romantikus regényeket sem, hogy „ne hívja fel magára a figyelmet”.
Alfred Gough megítélése szerint Lana Clark és Lex döntéseinek mellékterméke. Lana mindig szeretni fogja Clarkot, Clark mindig szeretni fogja őt, de Clark rossz döntései és Lex „alapvető ösztönei” tették Lanát „ezeknek a rossz döntéseknek a megtestesülésévé”, és ezáltal a sorozat egyik tragikus szereplőjévé. Amíg Lana Clarkkal volt párkapcsolatban, Kreuk „nyafogós lányként”, amíg Lexszel „erős és hatalmas nőként” jellemezte őt, aki nem kérdezgette folyton magától, hogy „Mi folyik itt? Mit gondol rólam? Szeret engem? Nem tudom mit tegyek.” Ezt a meglátást látszik alátámasztani az, hogy Lana kapcsolata Lexszel kihozta a lányból azt a sötétséget, ami korábban nem volt tapasztalható az esetében. A Nemezis (Nemesis) című epizód eseménye során, Lana cselszövéssel jut Lionel közelébe, hogy kérdőre vonja, hogy miért kényszerítette, hogy feleségül menjen Lexhez, akit pedig a sorsára hagy a földalatti alagutakban. Gough magyarázata szerint a hatodik évad végére Lana megmutatta, hogy képes megverni Lexet annak saját játékában. Ismertetőjében Jennifer Malkowski úgy vélekedett, hogy Lana a televíziós sorozat egyik legnaivabb szereplője. Malkowski véleménye szerint Lana erős feminista állásfoglalása és követelése, hogy ne akarják megvédeni őt, hanem mondják el neki az igazat, veszít az erejéből amiatt, hogy mindent elhisz, amit mások igaznak vallanak, még ha az merő hazugság is.

### Kapcsolatai
A sorozat kezdetén Lana Whitney Frodmannal, az iskola focicsapatának sztárhátvédjével volt romantikus kapcsolatban. Kreuk véleménye szerint Lana valóban szerelmes volt Whitneybe mikor randevúzni kezdtek egymással, de mikor a nézők először találkoztak a szereplővel az első epizódban a lány érzése már nem ugyanazok, mint kapcsolatuk elején voltak. Ekkora Lana már „megszokta” Whitneyt, és ez vetett véget a kettejük kapcsolatának. Bár Lanában felébredtek bizonyos érzések Clark iránt, Kreuk véleménye szerint a producerek túlságosan siettették Lana és Clark kapcsolatának kialakulását a második évad végén. A színésznő úgy érezte, hogy mindazok után, amin a két fiatal keresztülment az évad során, kicsit erőltetett volt, hogy Lana olyan gyorsan Clark karjaiba omlott. Az ezt követő évadban már inkább Lana és Lex kialakuló kapcsolatát helyezi a középpontba. Kreuk véleménye szerint Lana úgy gondolt Lexre, mint egy barátra, de ezzel egyetemben érzékeli azt is, hogy Lex esetleg többet gondol a kettejük kapcsolatába, de a lány hajlik rá, hogy erről ne vegyen tudomást. Kreuk megítélésében Lex tekintélyes helyet foglal el Lana életében, a lány figyelmét pedig inkább azok a jó dolgok kötik le, amiket Lex tesz, és kevéssé veszi figyelembe annak sötét tetteit.
Lana és Chloe barátsága mély sebeket szerez a harmadik évad kezdetén, de ezek súlyossága csak Kreuk számára is csak Az igazság (Truth) című epizódban válik nyilvánvalóvá. Lana tisztában van vele, hogy Chloe még mindig gyengéd érzelmeket táplál Clark iránt, de a két lány kapcsolatát mélyen megrendíti, mikor kiderül, hogy Chloe tudott Clark hollétéről, mikor az hónapokon keresztül bujdosott. Lana érzései és bizalmatlansága Chloe iránt egészen Az igazságig rejtve maradnak; mikor azonban Chloe olyan képességekre tesz szert, melynek hatására mindenki kimondja az igazat a közelében, Lana előtt nyilvánvalóvá válik, hogy mennyire nem bízhat barátnőjében. A Lex és Lana között szövődő barátság eközben éket ver Lana és Clark kapcsolatába. Éppen mikor Clark kezdi felfedezni az igazságot Lexről és hazugságairól, Lanában egyre több és erősebb bizalom ébred Lex felé. Végül éppen Clark bizalmatlansága az, ami Lanát arra kényszeríti, hogy elhagyja Smallville városát és Párizsba költözzön a harmadik évad végén. Kreuk véleménye szerint Clark Lana egyetlen igaz barátja, míg Lexnek az egyetlen célja, hogy apját az igazságszolgáltatás kezére adja, Chloéval való kapcsolatában a feszültséget pedig mindkettejük Clark iránti gyengéd érzelmei okozzák.
Lana a Párizsban töltött ideje alatt Jason Teague-val kezd viszonyt. Kreuk meglátása szerint Lana szerette Jasont, de ugyanakkor Clarkba is szerelmes volt ezzel egy időben. Clark „az első szerelem” volt az életében, amit azonban teljes valójában nem volt lehetősége megtapasztalni, és ennek a nyoma mindvégig a lányban volt párizsi tartózkodása alatt a harmadik és negyedik évad között. Kreuk úgy érzi, hogy mielőtt Lana sikeres párkapcsolatot tudna kialakítani másokkal, először meg kell tudni, milyen is lehet Clarkkal együtt lenni a „kettejük közötti erős kötelék miatt”. Allison Mack, a Chloet alakító színésznő osztja ezen véleményt Lana és Clark kapcsolatának természetéről, és úgy érzi a szerelmeseknek jobb lett volna, ha addig távol maradnak egymástól, míg készen nem érzik magukat arra, hogy teljesen őszinték legyenek egymással. „Hiányzik az őszinteség a kapcsolatukból, és enélkül képtelenség, hogy egészséges kapcsolatot alakítsanak ki (…) Nem lehetsz együtt olyannal, akivel nem vagy őszinte.” – mondta Mack. Kreuk egyetért Mack véleményével, de hozzátette, hogy Lana nem buta, és ha Clark valódi kapcsolatot szeretne vele, akkor a fiúnak is őszintének kell lennie vele.
Az ötödik évad eleje az első alkalom, mikor Clark és Lana közös kapcsolatban, boldogan láthatóak együtt, melyben nem volt jelen a korábban jellemző titkolózás és bizalmatlanság. Clark képességeink visszatérése az Elrejtve (Hidden) című epizódban, valamint az azzal járó hazugságok ismét feszültség forrásává válnak. A sorozat századik epizódjában Clark végül elmondja régóta őrzött titkát Lanának. Mikor ennek közvetett hatására a lány életét veszti, Clark pedig lehetőséget kap, hogy újraélje a végzetes napot, úgy dönt nem mondja el ismét a titkát a lánynak. A Hipnotikus (Hypnotic) című epizódban, hogy Clark véget vessen annak, hogy folyamatosan megbántja a lány érzéseit, azt mondja Lanának, hogy már nem szereti őt. Ez Lanát egyenesen Lex karjaiba kergeti. 
Darren Swimmer író magyarázata szerint, ez nem csak úgy megtörtént az epizódban, de már a megelőző évadok eseményei is ehhez a ponthoz vezettek. Swimmer véleménye szerint Lana azért kezdett randevúzni Lexszel, hogy feldühítse Clarkot, de ez a kapcsolat végül „valami többé alakult át”. Kreuk ezzel szemben vitatja, hogy Lana azért rohant volna Lexhez, mert tudta, hogy „soha nem fogja valóban szeretni”. A színésznő véleménye szerint Lana párkapcsolatait egész életében annak az űrnek a betöltése motiválta, melyet a szülei elvesztése okozott. Ez a kényszer az űr betöltésére az Üresség (Void) című epizódban vált egyértelműen nyilvánvalóvá, mikor Lana gyógyszert vett be, hogy egy halál közeli állapotban láthassa szüleit a túlvilágon. Kreuk véleménye szerint Lanát a szüleivel való találkozás döbbentette rá arra, hogy nincs szüksége senkire ahhoz, hogy ezt az űrt betöltse. A színésznő azt is hozzáfűzte, hogy ez a betöltött űr volt az oka, hogy Lana egyre inkább Lexhez kezdett húzni. Bár valójában soha nem volt szerelmes Lexbe, Kreuk nem hiszi, hogy Lex pusztán egy fiú volt a sok közül Lana számára és hogy soha nem is érzett semmit iránta.
Annak ellenére, hogy Lana végül feleségül ment Lexhez a hatodik évadban, Al Gough állítása szerint Lana még mindig szerette Clarkot és Clark és viszont szerette őt. Ez egyetlen, amiért Lana Lexet választotta, hogy Clark gyakorlatilag ebbe az irányba kényszerítette őt, a lány pedig nem tudott semmit sem tenni ez ellen. Ezzel a véleménnyel szemben Caroline Dries író úgy érzi, hogy Lana valóban szerette Lexet és nem csupán egy elkapkodott döntés miatt egyezett bele, hogy hozzá megy feleségül. Dries véleménye szerint a sorozat cselekménye bizonyította, hogy Lex kivívta magának Lana szerelmét. A nézők reakciójára, akiknek nagy többsége rossz szemmel tekintett Lana és Lex házasságára, Dries azt válaszolta, hogy míg a nézők teljes képet kaphatnak Lexről, beleértve a gonosz oldalát is, amilyen valójában, addig Lana csak Lex azon oldalát látja, ami jónak hat.

## Kritikák és a szereplő megítélése
2001-ben Kristin Kreuk jelöltje volt a Szaturnusz-díjnak a „legjobb színésznő” kategóriában, valamint a Cinescape magazin Genre Face of the Future-díjának. A következő évben Tom Welling mellett Kreuk ismét a Szaturnusz-díj jelöltjei között volt. Mielőtt a hetedik évad végén Kreuk elhagyta a sorozatot, még kétszer volt jelöltje a díjnak 2004-ben és 2006-ban. A 2003-ban Kristin Kreuk jelöltje volt a Teen Choice-díj „legjobb színésznő dráma/akció televíziós sorozatban” kategóriájának. 2004-ben, 2006-ban és végül 2008-ban ismét jelölést kapott a díjra. 2006-ban Wellinggel a Teen Choice-díj „legszebb pár” (TV – Choice Chemistry) kategóriájában volt jelölt.
A DVD Verdick írójának, Brian Byunnak a véleménye szerint a sorozat szereplőválogatása „tökéletes” volt; Kreuk alakítását Lana Lang szerepében „fájdalmasan ragyogónak” ítélte, ami nyilvánvalóvá teszi, hogy a lány miért lett Clark vágyainak tárgya.

## Lásd még
- Lana Lang – a DC Comics képregényeinek szereplője